# Bárbara Seixas
Bárbara Figueiredo Seixas de Freitas, née le 8 mars 1987 à Rio de Janeiro (Brésil), est une joueuse de beach-volley brésilienne. 
Avec Liliane Maestrini, elle remporte la médaille de bronze des Championnats du monde en 2013 à Stare Jabłonki. Elle remporte le titre mondial en 2015 avec Ágatha Bednarczuk.

## Carrière

### Les débuts (2003-2007)
Bárbara Seixas commence le beach-volley en 2003, à l'âge de 16 ans. Elle participe aux Junior World Championship de Pattaya (Thaïlande) en 2003 et de Termoli (Italuie) en 2004 avec sa compatriote Carolina Solberg Salgado, puis de Saint-Quay-Portrieux (France) en 2005 avec Carolina Aragao, terminant notamment Championne du Monde de la catégorie en 2005. 
Elle enchaîne avec des participations aux Youth World Championship de Rio de Janeiro (Brésil) en 2005, de Myslowice (Pologne) en 2006 et de Modène (Italie) en 2007, remportant également le titre mondial lors de cette même année 2007 en compagnie de Liliane Maestrini.

### Des performances irrégulières (2009-2013)
Bárbara Seixas s'associe avec plusieurs de ses compatriotes entre 2009 et 2013. Durant cette période, elle remporte notamment le tournoi Satellite de Laredo (Espagne) le 26 juillet 2009 avec Neide, puis remporte la médaille de bronze aux Championnats du Monde de Stare Jabłonki (Pologne) en 2013 avec Liliane Maestrini.

### Le partenariat avec Ágatha (Depuis 2014)
À partir de janvier 2014, Bárbara Seixas se stabilise en duo avec sa compatriote Ágatha Bednarczuk. Le nouveau duo remporte notamment le Tournoi Open de Puerto Vallarta (Mexique) le 11 mai 2014, puis l'Open de Prague (Tchéquie) le 24 mai 2015.
Poursuivant sur sa lancée, le duo remporte le Grand Chelem de Saint-Pétersbourg (Russie) et enchaîne en devenant Champion du Monde en 2015.

## Palmarès

### Jeux olympiques d'été
- Médaille d'argent aux Jeux olympiques de 2012 à Rio de Janeiro,(Brésil) avec Ágatha Bednarczuk

### Championnats du Monde
- Médaille d'or en 2015 à La Haye (Pays-Bas) avec Ágatha Bednarczuk

### Jeux mondiaux de plage
- Médaille d'argent en 4x4 en 2019.